# قائمة البعثات الدبلوماسية لدى الجمهورية العربية الصحراوية الديمقراطية

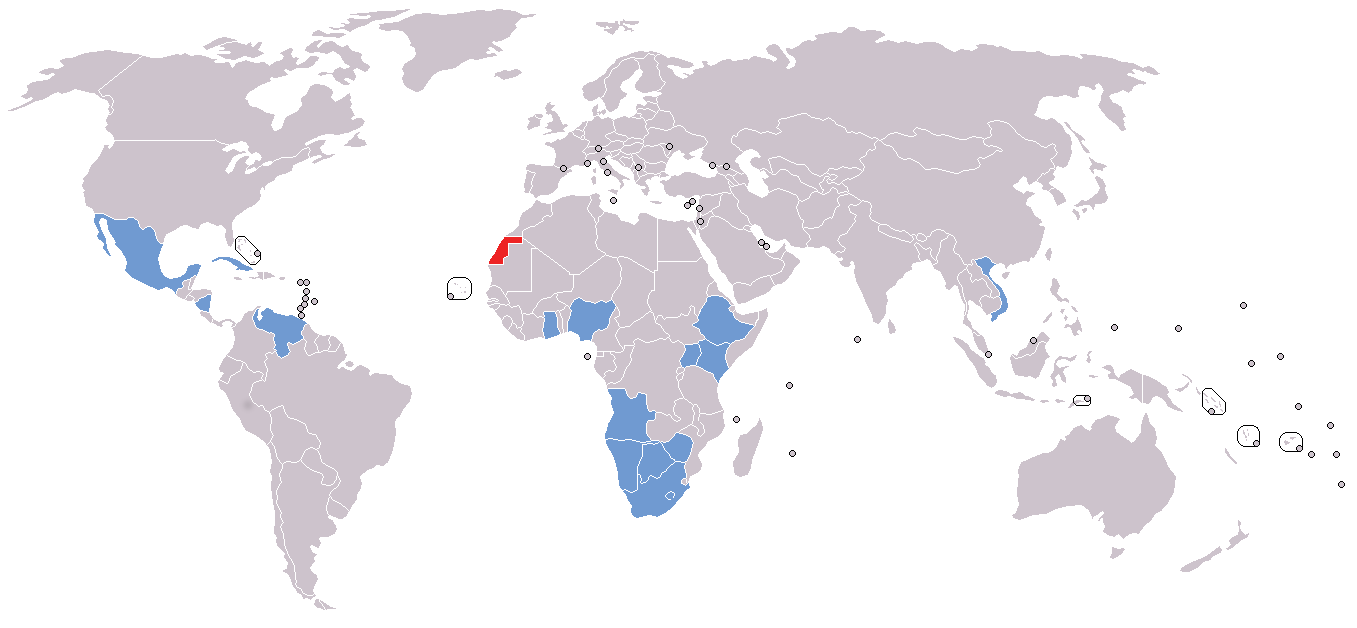
البعثات الدبلوماسية لدى الجمهورية العربية الصحراوية الديمقراطية (SADR)
بحسب الادعاءات، الجمهورية العربية الصحراوية الديمقراطية
سفارات معتمدة لدى الجمهورية العربية الصحراوية الديمقراطية

مناطق السيطرة بين الحكومة المغربية وحكومة الجمهورية العربية الصحراوية الديمقراطية
مناطق عازلة تحت رقابة المينورسو التابعة للأمم المتحدة وفق معاهدة وقف إطلاق النار الموقعة سنة 1991 بين المملكة المغربية والأمم المتحدة
مناطق سيطرة المملكة المغربية

هذه قائمة بالبعثات الدبلوماسية إلى الجمهورية العربية الصحراوية الديمقراطية (SADR). تقيم حكومة البوليساريو  التي تسمي نفسها الجمهورية العربية الصحراوية الديمقراطية في المنفى، بقيادة جبهة البوليساريو ومقرها معسكر الرابوني بولاية تندوف الجزائرية
تمتلك الجمهورية العربية الصحراوية الديمقراطية علاقات دبلوماسية مع اقل من 10 دول. لكن دولتين فقط تدعمان الحركة بشكل مباشر وصريح وهما الجزائر وفينزويلا هذه الدول لديها بعثات رسميًا لدى البوليساريو. ونظرًا لأن المغرب يسيطر على الصجراء المغربية بشكل كامل  فلا يوجد اي تواجد لحركة البوليساريو في الصحراء ، ولكنها مقيمة في الجزائر .
الخلاف السياسي حول هده القضية عرف منحى اخر بعد اعتراف فرنسا واسبانيا بالصحراء المغربية واعمادها مقترح الحكم الذاتي الذي قدمه المغرب  كحل سياسي واقعي وعادل .

## السفارات غير المقيمة
- أنغولا (الجزائر العاصمة)[بحاجة لمصدر]
- كوبا (الجزائر العاصمة)[4][5][6]
- الإكوادور (نيويورك)[7]
- إثيوبيا (روما)[8]
- غانا (الجزائر العاصمة)
- ليسوتو (مدينة الكويت)[9]
- المكسيك (نيويورك)[10]
- ناميبيا (الجزائر العاصمة)[1]
- نيكاراغوا (نيويورك)[5]
- نيجيريا (الجزائر العاصمة)[11][12]
- جنوب إفريقيا (الجزائر العاصمة)[13]
- أوغندا (طرابلس الغرب)[14]
- فيتنام (الجزائر العاصمة)[15]
- فنزويلا (الجزائر العاصمة)[16]
- زيمبابوي (الجزائر العاصمة)[2]